# Las invisibles
Las invisibles (en francés, Les Invisibles) es una película de comedia francesa de 2018, dirigida por Louis-Julien Petit. La película es una adaptación del libro de Claire Lajeunie, Sur la route des invisibles, femmes dans la rue.

## Sinopsis
L'Envol, refugio diurno para mujeres sin hogar en Anzin, debe cerrar: solo el 4% de las mujeres que son bienvenidas allí han sido reintegradas, lo que el municipio considera insuficiente, que ya no puede "continuar gastando sin resultados". Las trabajadoras sociales mostrarán desobediencia civil al decidir instalar un taller terapéutico y un dormitorio okupa, completamente escondidos. El taller se basa en el modelo terrenal Chantal, para personas sin hogar y de reintegración, capacitado en la reparación de electrodomésticos en la prisión de Loos.

## Reparto
- Audrey Lamy: Audrey, trabajadora social de Envol
- Corinne Masiero: Manu, directora de Envol
- Noémie Lvovsky: Hélène, voluntaria de Envol
- Deborah Lukumuena: Angélique, voluntaria de Envol, ex persona sin hogar
- Pablo Pauly: Dimitri, el hermano de Audrey
- Sarah Suco: Julie Charpentier, punk
- Brigitte Sy: Béatrice, jefa de servicios sociales

## Crítica
La película recibió buenos comentarios de la mayoría de la prensa francesa, con una calificación promedio de 3.6 / 5 en AlloCiné. 
En Ouest-France se puede leer: 

Un casting épatant, mêlant comédiennes confirmées et femmes ayant réellement vécu cet enfer.
Un elenco increíble, que mezcla actrices experimentadas y mujeres que realmente vivieron este infierno.

En CinéSéries se dice que 

Les Invisibles est un film positif qui surprend par son authenticité.
Les Invisibles es una película positiva que sorprende por su autenticidad.

Y en Positif Philippe Rouyer piensa que 

à Ken Loach pour le mélange de rires et de larmes, et pour la chaleur du regard sur ces personnes précaires, mises au rebut de la société.
un Ken Loach por la mezcla de risas y lágrimas, y por el calor de la mirada sobre estas personas precarias, descartadas de la sociedad.

Marie-Hélène Soenen para Télérama escribe que Louis-Julien Petit orchestre l’acte deux [après son film Discount] d’une désobéissance civile jubilatoire (Louis-Julien Petit orquesta el acto dos [después de su película Descuento] de una jubilosa desobediencia civil) y saluda su tour de force transposer une saisissante matière documentaire sur le quotidien des femmes sans domicile fixe en pétillante comédie sociale (transponga un sorprendente material documental sobre la vida cotidiana de las mujeres sin casa fija en brillante comedia social).

## Taquilla
| País o región        | Taquilla           | Fecha de cierre de taquilla | Número de semanas | Ref.  |
| -------------------- | ------------------ | --------------------------- | ----------------- | ----- |
| Francia              | 1 345 290 entradas | 23 de abril de 2019         | 16                | [ 4 ] |
| Mundial, sin Francia | 220 174 entradas   | 23 de abril de 2019         | 16                | [ 4 ] |
| Total mundial        | 1 565 464 entradas | 23 de abril de 2019         | 16                | [ 4 ] |

## Premios
- Premio a la Mejor Dirección en la primera edición del Festival Internacional de Cine Político de Carcasona.[5]
- Premio Chabrol Favorito del jurado, Chabrol du Public y Chabrol du Jeune Public en el Croisic Film Festival.[6]
- Premio del público en el Festival Internacional de Cine de Pau.[7]